# Niagara (râu)
Râul Niagara este un curs de apă din regiunea Marilor Lacuri (din America de Nord) curgând din nordul lacului Erie până în lacul Ontario. 

## Geografie
Râul Niagara servește de frontieră între provincia Ontario din Canada și statul New York din Statele Unite ale Americii. 
Cursul râului este de 56 km, inclusiv faimoasele cataracte ale Niagarei.
Râul este navigabil în amonte și în aval de cascade. Navele pot evita cascadele utilizând canalul Welland, care leagă și el lacurile Erie și Ontario. Apele râului sunt folosite pentru producerea energiei electrice.